# Dixon Entrance
Dixon Entrance är ett sund i Stilla havet mellan Alaska (USA) och British Columbia (Kanada). Det är beläget norr om ögruppen Haida Gwaii och sundet Hecate Strait. Sydöstra Alaska (vardagligt även kallat Alaska Panhandle) börjar norr om Dixon Entrance.